# Paradox (déplombeur de logiciels)
Pour les articles homonymes, voir Paradox.
Paradox est un groupe warez très connu officiant depuis 1989, il excelle dans le crackage de jeux et de programmes les plus divers.

## Historique
Paradox a commencé par les logiciels Amiga puis s'est tourné vers les consoles existantes (de la SNES à la PSP en passant par la Dreamcast).
Elle est également connue pour le crackage de nombreux logiciels commerciaux et l'élaboration de nombreux keygenerators.
Il est particulièrement connu pour s'attaquer à des protections informatiques les plus complexes.
Le groupe s'est récemment démarqué en réalisant pour la première fois une copie de jeu PS3, NFL Madden 2007.
Le groupe continue à faire parler de lui en publiant un crack de l'activation de Windows Vista sorti depuis début 2007.